# Live/1975–85
《Live/1975-85》는 브루스 스프링스틴과 E 스트리트 밴드의 라이브 음반이다. 1975년부터 1985년까지의 다양한 콘서트에서 녹음된 40곡의 곡으로 구성되어 있으며, 1986년 11월 10일, 컬럼비아 레코드에 의해 박스로 발매되었다.
1985년 11월, 스프링스틴은 라이너 노트에 "존 랜도는 〈Born in the U.S.A.〉, 〈Seeds〉, 〈The River〉, 〈War〉의 4곡 카세트를 '여기에 뭔가 있을 것 같다'는 메모와 함께 우리 집으로 보냈다고 썼습니다. 그 후 몇 달 동안 우리는 10년 동안 테이프를 들었고, 음악이 발표되었고, 이 음반과 그 이야기가 나오기 시작했습니다. 저희만큼 재미있게 놀아주셨으면 좋겠습니다. 저는 존의 우정과 끈기에 감사드리고, E 스트리트 밴드가 1,0001박의 동지애와 좋은 락킹에 대해 감사드리고 싶습니다. 장거리 드라이브를 할 때 곁에 있을 수 있는 최고의 인력에 대한 것입니다."
그것은 5개의 바이닐 레코드, 3개의 카세트 또는 3개의 CD로 구성된 박스 세트로 발매되었다. 또한 3개의 8트랙 카트리지로만 발매된 레코드 클럽도 있었다.

## 발매 및 평가
| 전문가 평가       | 전문가 평가   |
| 평가 점수         | 평가 점수     |
| 출처              | 점수          |
| ----------------- | ------------- |
| Allmusic          | 4.5/별        |
| Chicago Tribune   | [ 2 ]         |
| Rolling Stone     | positive link |
| Tom Hull          | B+ ()         |
| The Village Voice | A–            |

오랫동안 기다려온, 기대가 큰 스프링스틴의 라이브 음반은 150만 장 이상의 선주문을 만들어내 당시 음반사업 역사상 최대 규모의 달러권 사전주문이 되었다. 미국 전역의 음반 가게들은 월요일 아침 문을 열기 전에 줄을 서서 기다리는 팬들을 발견했고 한 뉴욕 상점은 배달 트럭의 바로 뒤에서 음반을 팔았다고 한다. 이 음반은 빌보드 200 차트 1위로 데뷔했는데, 1976년 스티비 원더의 《Songs in the Key of Life》 이후 10년 동안 없었던 일이다. 그것은 또한 톱 10에 진입한 최초의 5개의 음반이 되었고 100만 장 이상 팔린 최초의 음반이 되었다.
놀랄 것도 없이, 라이브 연주자로서의 스프링스틴의 명성과 40곡 세트의 순전한 범위를 감안할 때, 대부분의 리뷰는 압도적으로 긍정적이었다. 그러나 스프링스틴의 라이브 공연인 〈Prove It All Night〉와 존 포거티의 〈Who'll Stop the Rain〉을 크게 커버한 것 같은 몇몇 콘서트 하이라이트가 생략된 점을 들어 음반이 더 좋을 수 있었다고 느끼는 비평가들이 있었다. 또 다른 불만은 〈The Fever〉와 같은 그의 많은 미공개 곡들 중 일부가 〈Darlington County〉와 같은 최근 음반 수록곡에 호의적으로 무시되었다는 것이다.
《Live/1975-85》는 미국 음반 산업 협회 인증을 바탕으로 한 미국 역사상 두 번째로 많이 팔린 라이브 음반이다. 미국 음반 산업 협회는 가스 브룩스의 《Double Live》에 이어 13배 플래티넘 인증을 받았다. 이 수치는 다중 디스크 세트의 각 디스크를 개별 판매 단위로 계산하는 미국 음반 산업 협회 관행을 반영하며, 실제 판매된 복사본 수는 4백만 장 이상이다. 판매된 세트를 바탕으로 《Live/1975-85》는 에릭 클랩튼의 《Unplugged》(1000만 장)와 피터 프램프턴의 《Frampton Comes Alive!》(800만 장)를 포함한 몇몇 다른 음반들도 뒤쫓고 있다. 박스 세트의 판매 실적은 당시 상당한 언론의 관심을 끌었는데, 처음에는 1986년 휴일 쇼핑 기간 동안 기록을 세웠다가, 나중에는 1987년 초에 판매가 중단되어 많은 소매상들이 과잉 재고로 남게 되었다.

## 곡 목록
모든 곡들은 특별한 언급이 없는 한 브루스 스프링스틴에 의해 작사/작곡하였다.
| #  | 제목                                 | 재생 시간 |
| -- | ------------------------------------ | --------- |
| 1. | 〈Thunder Road〉                     | 5:44      |
| 2. | 〈Adam Raised a Cain〉               | 5:26      |
| 3. | 〈Spirit in the Night〉              | 6:25      |
| 4. | 〈4th of July, Asbury Park (Sandy)〉 | 6:34      |

| #  | 제목                                    | 재생 시간 |
| -- | --------------------------------------- | --------- |
| 1. | 〈Paradise by the "C"〉                 | 3:52      |
| 2. | 〈Fire〉                                | 2:51      |
| 3. | 〈Growin' Up〉                          | 7:54      |
| 4. | 〈It's Hard to Be a Saint in the City〉 | 4:39      |

| #  | 제목                            | 작사·작곡                           | 재생 시간 |
| -- | ------------------------------- | ----------------------------------- | --------- |
| 1. | 〈Backstreets〉                 |                                     | 7:35      |
| 2. | 〈Rosalita (Come Out Tonight)〉 |                                     | 10:00     |
| 3. | 〈Raise Your Hand〉             | 스티브 크로퍼, 에디 플로이드, 알 벨 | 4:56      |

| #  | 제목                                        | 재생 시간 |
| -- | ------------------------------------------- | --------- |
| 1. | 〈Hungry Heart〉                            | 4:28      |
| 2. | 〈Two Hearts〉                              | 3:06      |
| 3. | 〈Cadillac Ranch〉                          | 4:52      |
| 4. | 〈You Can Look (But You Better Not Touch)〉 | 3:58      |
| 5. | 〈Independence Day〉                        | 4:52      |

| #  | 제목                             | 작사·작곡               | 재생 시간 |
| -- | -------------------------------- | ----------------------- | --------- |
| 1. | 〈Badlands〉                     |                         | 5:17      |
| 2. | 〈Because the Night〉            | 스프링스틴, 패티 스미스 | 5:19      |
| 3. | 〈Candy's Room〉                 |                         | 3:19      |
| 4. | 〈Darkness on the Edge of Town〉 |                         | 4:19      |
| 5. | 〈Racing in the Street〉         |                         | 8:12      |

| #  | 제목                       | 작사·작곡   | 재생 시간 |
| -- | -------------------------- | ----------- | --------- |
| 1. | 〈This Land Is Your Land〉 | 우디 거스리 | 4:21      |
| 2. | 〈Nebraska〉               |             | 4:18      |
| 3. | 〈Johnny 99〉              |             | 4:24      |
| 4. | 〈Reason to Believe〉      |             | 5:19      |

| #  | 제목                   | 재생 시간 |
| -- | ---------------------- | --------- |
| 1. | 〈Born in the U.S.A.〉 | 6:10      |
| 2. | 〈Seeds〉              | 5:14      |
| 3. | 〈The River〉          | 11:42     |

| #  | 제목                       | 작사·작곡                  | 재생 시간 |
| -- | -------------------------- | -------------------------- | --------- |
| 1. | 〈War〉                    | 바렛 스트롱, 노만 위트필드 | 4:53      |
| 2. | 〈Darlington County〉      |                            | 5:12      |
| 3. | 〈Working on the Highway〉 |                            | 4:04      |
| 4. | 〈The Promised Land〉      |                            | 5:36      |

| #  | 제목            | 재생 시간 |
| -- | --------------- | --------- |
| 1. | 〈Cover Me〉    | 6:57      |
| 2. | 〈I'm on Fire〉 | 4:26      |
| 3. | 〈Bobby Jean〉  | 4:30      |
| 4. | 〈My Hometown〉 | 5:13      |

| #  | 제목                        | 작사·작곡 | 재생 시간 |
| -- | --------------------------- | --------- | --------- |
| 1. | 〈Born to Run〉             |           | 5:03      |
| 2. | 〈No Surrender〉            |           | 4:41      |
| 3. | 〈Tenth Avenue Freeze-Out〉 |           | 4:21      |
| 4. | 〈Jersey Girl〉             | 톰 웨이츠 | 6:30      |

## 인증
| 국가                                                  | 인증         | 판매량/출하량 |
| ----------------------------------------------------- | ------------ | ------------- |
| 오스트레일리아 (ARIA)                                 | 플래티넘     | 70,000^       |
| 핀란드 (Musiikkituottajat)                            | 골드         | 32,402        |
| 프랑스 (SNEP)                                         | 골드         | 100,000*      |
| 독일 (BVMI)                                           | 골드         | 250,000^      |
| 네덜란드 (NVPI)                                       | 플래티넘     | 100,000^      |
| 포르투갈 (AFP)                                        | 골드         | 20,000^       |
| 스위스 (IFPI 스위스)                                  | 골드         | 25,000^       |
| 영국 (BPI)                                            | 골드         | 100,000^      |
| 미국 (RIAA)                                           | 13× 플래티넘 | 4,333,329^    |
| *판매량을 기반으로 한 인증 ^출하량을 기반으로 한 인증 |              |               |

## 같이 보기
- 미국에서 가장 많이 팔린 음반 목록